# Mediatest
MEDIATEST ist ein russischer Zeitschriftenverlag, der im Jahre 1997 gegründet wurde.

## Hintergrund
Er gibt Zeitschriften über Landleben, Landschaftsgestaltung und Gartenbau heraus. In den Ländern der ehemaligen Sowjetunion war MEDIATEST der erste Verlag, der Zeitschriften über Landschaftsgestaltung herausgab. 2002 wurde die forschungsanalytische Abteilung MEDIATEST RESEARCH gegründet, die den jährlichen Bericht GREEN NEWS veröffentlicht, 2004 trat der Verlag der FIPP (International Federation of the Periodical Press) und der ESOMAR bei.
Am 25. März 2007 hat MEDIATEST die RGCA (Russian Garden Centers Association) und am 25. August die URNN (Union of Russian Nurseries) gegründet.
Mittlerweile gibt MEDIATEST sieben Zeitschriftentitel heraus und hat 17 Beilagen publiziert.
Der Verlag vergibt die Preise „MEDIATEST BRILLIANTS“ und „GREEN NEWS AWARDS“.